# Ferenc Puskás
Ferenc Puskás (Budimpešta, 2. travnja 1927. – Budimpešta, 17. studenog 2006.), mađarski nogometaš i trener.
Smatra se najboljim nogometašem ikada, i najučinkovitijim napadačem. Nastupajući za mađarske i španjolske klubove, postigao je 514 golova iz 529 utakmice.
Za mađarsku reprezentaciju igrao je od 18. godine i postigao 84 gola od 85 utakmica. Bio je član čuvene "Mađarske konjice". 1956. godine iz tadašnje komunističke Mađarske odlazi u Španjolsku i igra za španjolski Real Madrid zajedno s Alfredo di Stefanom, Francisco Gentom, Raymond Kopom i José Santamariom. Igrao je i za španjolsku reprezentaciju. Dok je igrao za Real Madrid tri puta je proglašavan najboljim španjolskim strijelcem. Prema znalcima, imao je najjači udarac lijevom nogom.
Godine 1999., Puskás je izabran za šestog igrača 20. stoljeća, iza Peléa, Johana Cruyffa, Franza Beckenbauera, Alfreda Di Stefana i Diega Maradone. 

## Igračka karijera
Puskás je rođen u Kispestu kao Ferenc Purczeld. Počeo je karijeru kao junior u nogometnom klubu Kispest AC. Legenda kaže da je igrao pod pseudonimom Miklós Kovács prije nego što je službeno potpisao ugovor kao dvanaestogodišnjak. 
Puskás je svoj premijerni nastup za mađarsku nogometnu vrstu ostvario 20. kolovoza 1945. godine u susretu protiv Austrije. Postigao je i gol za pobjedu svoje momčadi od 5:2.
Njegovi rekordi uključuju dva hat-tricka protiv Austrije, hat-trick protiv Luksemburga i 4 gola u utakmici gdje su Mađari pobijedili Albaniju 12:0.
Na Olimpijskim igrama u Helsinkiju Mađarska je u finalu dobila Jugoslaviju 2:0, a Puskás je na olimpijskom turniru postigao 4 gola.
Nogometnoj naciji, Engleskoj, Laka konjica 2 puta je očitala pravu nogometnu lekciju. 1953. godine na Wembley stadionu, Mađarska je pobijedila 6:3, a na susretu u Budimpešti 1954. bilo je 7:1. Puskaś je na obje utakmice postigao po 2 gola.
Na svjetskom nogometnom prvenstvu Puskás je dao 3 gola u 2 utakmice, gdje su Mađari ostvarili dvije lake pobjede: 9:0 protiv Južne Koreje i 8:3 protiv Zapadne Njemačke. Na utakmici s Njemačkom ozlijedio je gležanj, pa je propustio sljedeće dvije utakmice, protiv Brazila i Urugvaja.
U finalu je Laka konjica igrala opet protiv Njemačke. Mađarska je povela već u 6. minuti i činilo se da će to biti još jedna lagana pobjeda, no dogodilo se veliko iznenađenje – Njemačka je preokrenula rezultat i pobijedila 3:2.
Godine 1958. pridružuje se velikom Real Madridu i nastavlja svoju veličanstvenu karijeru. U prvoj sezoni igranja za Real postigao je čak četiri hat-tricka. Ekipa Elchea će ga pamtiti po tome što im je u dvije utakmice utrpao 9 pogodaka! Četiri pogotka u sezoni 1960./61., te u narednoj još 5.
Godine 1963. postigao je 2 hat-tricka protiv vječitih suparnika - Barcelone. Jedan na Bernabéuu i jedan na Camp Nou.
Igrajući 8 sezona za Real Madrid, nastupio je u 180 prvenstvenih utakmica i postigao 156 golova. Zabio je 20 ili više golova u prvih 6 sezona. S Realom je osvojio naslov državnog prvaka 5 puta i 1 kup kralja. U finalu tog kupa zabio je oba zgoditka u pobjedi protiv Seville.
Igrao je, također, i 39 utakmica za Real u europskim kupovima i postigao 35 golova. 
Nastupao je i za španjolsku reprezentaciju. Predstavljao ju je na Svjetskom nogometnom prvenstvu 1962. godine, ali nije postigao nijedan pogodak.

## Život poslije nogometa
U njegovu čast, Népstadion u Budimpešti je 2002. godine preimenovan u Ferenc Puskás Stadion. Od strane Mađarskog nogometnog saveza proglašen je najboljim mađarskim igračem u zadnjih 50 godina. 

Godine 2000. dijagnosticirana mu je Alzheimerova bolest zbog koje je primljen u bolnicu u Budimpešti na intenzivnu njegu 13. rujna 2006. godine, gdje je i umro 17. studenog iste godine.
Dan njegovog sprovoda 9. prosinca bio je proglašen nacionalnim danom žalosti u njegovoj rodnoj zemlji. Puskás je bio pokopan uz sve državne počasti u kripti bazilike Svetog Stjepana u Budimpešti.